# Rid Iossifowitsch Gratschow
Rid Iossifowitsch Gratschow (russisch Рид Иосифович Грачёв, transkribiert auch: Reed Gračev; geboren als Rid Iossifowitsch Wite (russisch Рид Иосифович Вите) am 18. Juli 1935 in Leningrad; gestorben 1. November 2004 in St. Petersburg) war ein russischer Schriftsteller.

## Leben
Rid Wite verlor die Eltern bei der Blockade Leningrads und wuchs in Waisenhäusern und bei Verwandten auf. Wite studierte von 1953 bis 1959 Journalismus an der Universität Leningrad. Er schrieb Prosa unter dem Künstlernamen Gratschow, den er in Erinnerung an seine Mutter, die Journalistin Mauli Arsenjewna Wite, gewählt hatte, die ihre Artikel mit dem Nachnamen ihres Vaters kennzeichnete. Gratschow versuchte sich an einer Übersetzung von Albert Camus’ Der Fremde aus dem Französischen. Gračevs Übersetzung des Der Mythos des Sisyphos und Antoine de Saint-Exupérys Lettre Inédite au General C  kursierte in den 1960er Jahren als Samisdat in Leningrad.
Gratschow engagierte er sich in der lokalen Schriftstellervereinigung LITO. Er war mit Joseph Brodsky befreundet, Andrej Bitow sah ihn als sein Vorbild an, auch die Kritikerin Lydia Ginzburg gehörte zu dem Kreis, der sich in seiner Wohnung traf. Gratschows Prosa wurde nicht gedruckt, und er wurde in der Folge psychisch krank und verbrachte Zeiten in psychiatrischen Kliniken. Ein massiv zusammengekürztes Prosabändchen Где твой дом (Wo bist Du zu Hause?), das dann doch 1967 erschien, empfand er eher als Demütigung, trotz einer Auflage von 30.000 Exemplaren.

## Schriften (Auswahl)
- Где твой дом / Рассказы. Сов. писатель, М.-Л. 1967.
- Ничей брат: Эссе, рассказы. [Послесл. Я. Гордина; Худож. Л. Авидон]. Слово, Moskau 1994.
- Письмо заложнику. Издательство журнала "Звезда", СПб. 2013, ISBN 978-5-7439-0190-6.
- Сочинения. Издательство журнала "Звезда", СПб. 2013, ISBN 978-5-7439-0190-6.
- Tomaten : acht Erzählungen. Aus dem Russ. übers. von Peter Urban. Hrsg. und mit einem Nachw. von Brigitte van Kann. Friedenauer Presse, Berlin 2014